# 凱爾·辛默
凱爾·喬瑟夫·辛默（英語：Kyle Joseph Zimmer，1991年9月13日—），為前美國職棒大聯盟的投手，生涯曾效力於堪薩斯市皇家。2012年美國職棒大聯盟選秀，他在首輪第5順位被皇家選走。

## 職業生涯
2012年至2015年間，辛默在小聯盟的升級速度都不算太慢。不過他在2016年肩膀受傷，導致僅出賽3場就整季報銷。2017年，他的防禦率上漲到5.40，因此他在2018年球季初遭到指定讓渡，不過他又和皇家重簽小聯盟約。2019年，成為自由球員的辛默再度續留皇家。

### 堪薩斯市皇家
2019年，辛默入選開幕戰名單內。他在3月31日登上大聯盟。之後他在4月8日回到3A，整季他僅在大聯盟出賽15場，防禦率10.80。
2020年，他在皇家隊拿下1勝0敗，防禦率1.57。隔年他拿下4勝1敗，防禦率4.83。他在球季結束後遭到指定讓渡，並蕤後被釋出。

### 辛辛那提紅人
2022年3月19日，辛默與紅人簽下小聯盟約。他在8月9日被球隊釋出。

## 個人生活
辛默的弟弟布萊德利也是一名棒球員，目前效力於多倫多藍鳥。

## 外部連結
- 球員資訊和成績在MLB ，ESPN ，Baseball Reference ，Baseball Reference (Minors) ，Fangraphs ，The Baseball Cube （英文）
- 凱爾·辛默的X（前Twitter）